# Parafia Świętych Apostołów Piotra i Pawła w Dusznikach-Zdroju
Parafia pod wezwaniem Świętych Apostołów Piotra i Pawła w Dusznikach-Zdroju znajduje się w dekanacie kudowskim w diecezji świdnickiej. Została erygowana w XIV w. 

## Historia
Pierwsze wzmianki o parafii w Dusznikach pochodzą z 1324 roku i mówią o proboszczu dusznickim Albrechcie. Z 1346 roku pochodzi wzmianka o kościele z ołtarzem św. Katarzyny. Około połowy XVI w. powstaje w miejscu dawnej, drewnianej świątyni kościół murowany. Jego prezbiterium to południowo-wschodnia kaplica obecnego kościoła. W latach 1560–1603 kościół znajduje się w rękach protestantów. W 1603 roku kościół przechodzi w ręce katolików. Parafię obejmują jezuici, ale nabożeństwa nie odbywają się, bo brak wiernych. Ostatecznie kościół przechodzi w ręce katolików w 1623 roku. Do parafii należy kościół filialny w Łężycach. 

## Proboszczowie parafii  po II wojnie światowej
- ks. Alfred Beck (1933– czerwiec 1945)[4][5]
- ks. Jan Pieniążek (od 1945–15 kwietnia 1947)[5]
- ks. Stanisław Sendys (1947–30 września 1947)[6]
- ks. Joachim Lichy (30 września 1947–30 lipca 1948)[7]
- ks. Albin Horba (1948–18 lipca 1955)
- ks. Stefan Helowicz (1955–30 czerwca 1956)[8]
- ks. Jan Winiarski (1956–24 sierpnia 1957)
- ks. Stanisław Woronowicz (1957– 29 stycznia 1961)[9]
- ks. Witold Gliszczyński (1961–12 grudnia 1961)
- ks. Jan Podkopał (1961–12 lipca 1962)[10]
- ks. Marian Hawryszczuk (1962–27 lipca 1983)[11]
- ks. Mirosław Wójtewicz (1983–28 czerwca 2004)[12]
- ks. Zbigniew Wichrowicz (2004– )[13][14]

## Galeria

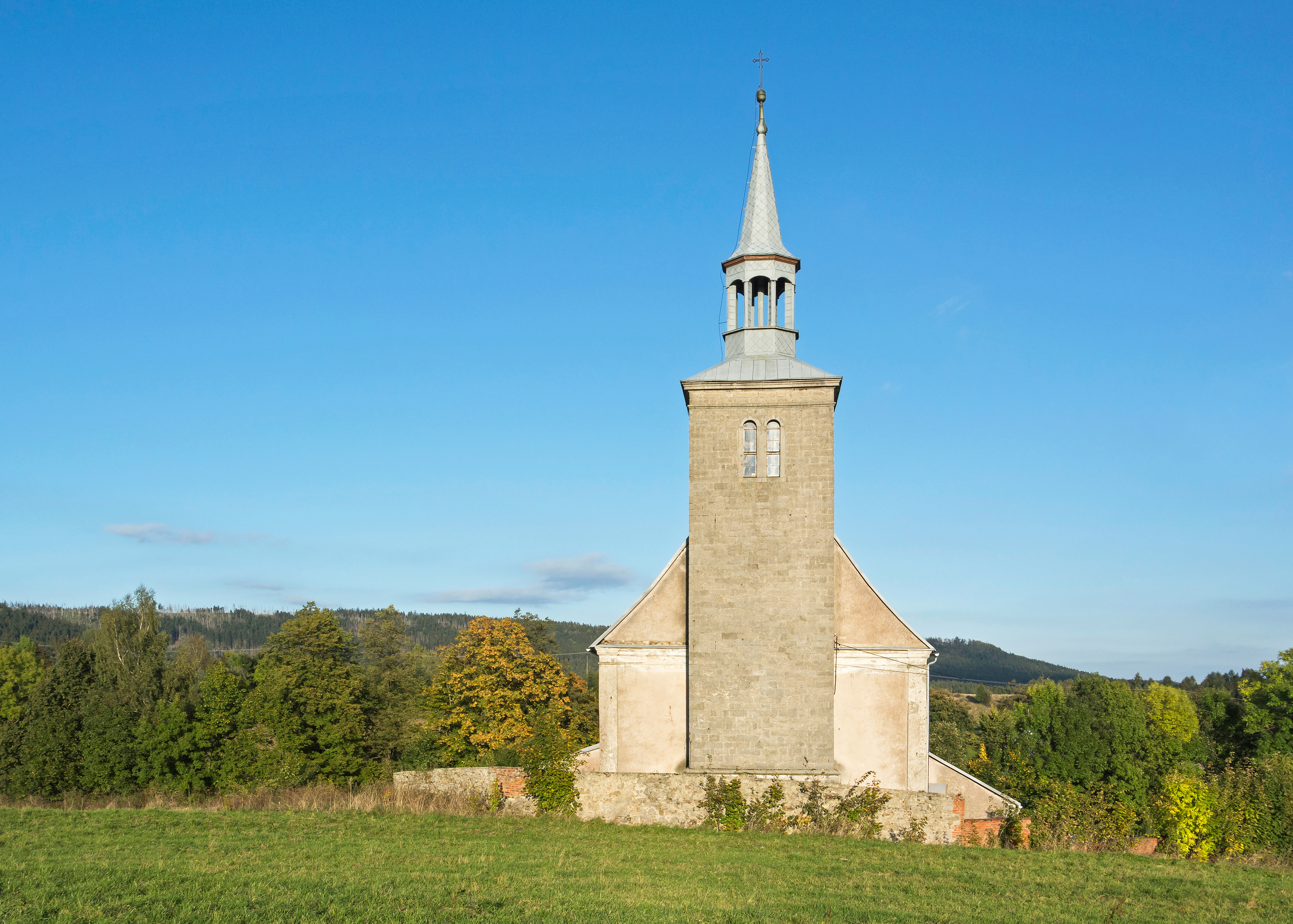
Kościół filialny w Łężycach